# Leptocera unca
Leptocera unca är en tvåvingeart som beskrevs av Rohacek 1993. Leptocera unca ingår i släktet Leptocera och familjen hoppflugor. Inga underarter finns listade i Catalogue of Life.